# Premi Platino a la millor interpretació masculina
El Premi Platino a la millor interpretació masculina, és lliurat anualment per la Entitat de Gestió de Drets dels Productors Audiovisuals i la Federació Iberoamericana de Productors Cinematogràfics i Audiovisuals.

## Guanyadors i nominats
Indica el guanyador en cada edició.

### 2010s
| Edició                              | Actor                | Pel·lícula                           | Paper               | Ref.   |
| ----------------------------------- | -------------------- | ------------------------------------ | ------------------- | ------ |
| 2014 I edició dels Premis Platino   | Eugenio Derbez       | No se aceptan devoluciones           | Valentín Bravo      | [ 1 ]  |
| 2014 I edició dels Premis Platino   | Javier Cámara        | Vivir es fácil con los ojos cerrados | Antonio San Román   | [ 2 ]  |
| 2014 I edició dels Premis Platino   | Ricardo Darín        | Tesis sobre un homicidio             | Roberto Bermúdez    | [ 2 ]  |
| 2014 I edició dels Premis Platino   | Antonio de la Torre  | Caníbal                              | Carlos              | [ 2 ]  |
| 2014 I edició dels Premis Platino   | Víctor Prada         | El limpiador                         | Eusebio             | [ 2 ]  |
| 2015 II edició dels Premis Platino  | Óscar Jaenada        | Cantinflas                           | Cantinflas          | [ 3 ]  |
| 2015 II edició dels Premis Platino  | Benicio del Toro     | Escobar: Paradise Lost               | Pablo Escobar       | [ 4 ]  |
| 2015 II edició dels Premis Platino  | Javier Gutiérrez     | La isla mínima                       | Juan Robles         | [ 4 ]  |
| 2015 II edició dels Premis Platino  | Jorge Perugorría     | La pared de las palabras             | Luis                | [ 4 ]  |
| 2015 II edició dels Premis Platino  | Leonardo Sbaraglia   | Relatos salvajes                     | Diego Iturralde     | [ 4 ]  |
| 2016 III edició dels Premis Platino | Guillermo Francella  | El Clan                              | Arquímedes Puccio   | [ 5 ]  |
| 2016 III edició dels Premis Platino | Damián Alcázar       | Magallanes                           | Harvey Magallanes   | [ 6 ]  |
| 2016 III edició dels Premis Platino | Javier Cámara        | Truman                               | Tomás               | [ 6 ]  |
| 2016 III edició dels Premis Platino | Alfredo Castro       | El club                              | El padre Vidal      | [ 6 ]  |
| 2016 III edició dels Premis Platino | Ricardo Darín        | Truman                               | Julián              | [ 6 ]  |
| 2017 IV edició dels Premis Platino  | Oscar Martínez       | El ciudadano ilustre                 | Daniel Mantovani    | [ 7 ]  |
| 2017 IV edició dels Premis Platino  | Damián Alcázar       | La delgada línea amarilla            | Toño                | [ 8 ]  |
| 2017 IV edició dels Premis Platino  | Alfredo Castro       | Desde allá                           | Armando             | [ 8 ]  |
| 2017 IV edició dels Premis Platino  | Eduard Fernández     | El hombre de las mil caras           | Francisco Paesa     | [ 8 ]  |
| 2017 IV edició dels Premis Platino  | Luis Gnecco          | Neruda                               | Pablo Neruda        | [ 8 ]  |
| 2018 V edició dels Premis Platino   | Alfredo Castro       | Los perros                           | Juan                | [ 9 ]  |
| 2018 V edició dels Premis Platino   | Javier Bardem        | Loving Pablo                         | Pablo Escobar       | [ 10 ] |
| 2018 V edició dels Premis Platino   | Daniel Giménez Cacho | Zama                                 | Don Diego de Zama   | [ 10 ] |
| 2018 V edició dels Premis Platino   | Javier Gutiérrez     | El autor                             | Álvaro              | [ 10 ] |
| 2018 V edició dels Premis Platino   | Jorge Martínez       | Últimos días en La Habana            | Diego               | [ 10 ] |
| 2019 VI edició dels Premis Platino  | Antonio de la Torre  | El reino                             | Manuel López Vidal  | [ 11 ] |
| 2019 VI edició dels Premis Platino  | Javier Bardem        | Todos lo saben                       | Paco                | [ 12 ] |
| 2019 VI edició dels Premis Platino  | Lorenzo Ferro        | El Ángel                             | Carlos Robledo Puch | [ 12 ] |
| 2019 VI edició dels Premis Platino  | Javier Gutiérrez     | Campeones                            | Marco Montes        | [ 12 ] |

### 2020s
| Edició                               | Actor                      | pel·lícula              | Paper              | Ref.   |
| ------------------------------------ | -------------------------- | ----------------------- | ------------------ | ------ |
| 2020 VII edició dels Premis Platino  | Antonio Banderas           | Dolor y gloria          | Salvador Mallo     | [ 13 ] |
| 2020 VII edició dels Premis Platino  | Ricardo Darín              | La odisea de los giles  | Fermín Perlassi    | [ 14 ] |
| 2020 VII edició dels Premis Platino  | Antonio de la Torre        | La trinchera infinita   | Higinio Blanco     | [ 14 ] |
| 2020 VII edició dels Premis Platino  | Karra Elejalde             | Mientras dure la guerra | Miguel de Unamuno  | [ 14 ] |
| 2021 VIII edició dels Premis Platino | Javier Cámara              | El olvido que seremos   | Héctor Abad Gómez  | [ 15 ] |
| 2021 VIII edició dels Premis Platino | Alfredo Castro             | Tengo miedo torero      | La loca del frente |        |
| 2021 VIII edició dels Premis Platino | Diego Peretti              | El robo del siglo       | Fernando Araujo    |        |
| 2021 VIII edició dels Premis Platino | Miguel Ángel Solá          | Crímenes de familia     | Ignacio Arrieta    |        |
| 2022 IX edició dels Premis Platino   | Javier Bardem              | El buen patrón          | Julio Blanco       | [ 16 ] |
| 2022 IX edició dels Premis Platino   | Eduard Fernández i Serrano | Mediterráneo            | Oscar              | [ 17 ] |
| 2022 IX edició dels Premis Platino   | Luis Tosar                 | Maixabel                | Ibón Etxezarreta   | [ 17 ] |
| 2022 IX edició dels Premis Platino   | Rodrigo Santoro            | 7 prisioneiros          | Luca               | [ 17 ] |